# Information Network On Religious Movements
Information Network Focus On Religious Movements (INFORM) est un organisme à but non lucratif (charity)  britannique créée en 1988 par Eileen Barker avec le soutien du British Home Office et des Églises principales du pays. Elle a son siège à la London School of Economics. L'objet de l'organisation est de fournir une information « précise, équilibrée et à jour sur les religions alternatives et les mouvements spirituels et ésotériques » autrement appelés « sectes ou nouveaux mouvements religieux ».